# Melles Liszka
Gerecs Jánosné Melles Liszka, Melles Erzsébet (Óbuda, 1835. augusztus 26. (keresztelés) – Nagykáta, 1902. február 17.) opera- és operetténekesnő (szoprán).

## Életútja
Atyja Melles István takarékpénztári tisztviselő volt, anyja Aranyas Magdolna. Fiatal leány korában, 1860-ban, tanulmányai befejeztével Drezdába szerződtették, egy év múlva, 1861. virágvasárnapján, Follinus János Kolozsvárra szerződtette. 1863. szeptember 28-án Nagyváradon játszott (először), ez év telén Prágába távozott, de 1867-ben újra visszament Kolozsvárra, ahonnan a következő év tavaszán megvált rövid időre. 1870-ben ismét itt szerepelt, egészen 1875-ig, amikor is Debrecenbe kapott meghívást. Itt ismerkedett meg férjével, Gerecs Jánossal. 1876-ban rövid időre a pozsonyi német színház tagja volt. Midőn férje megvált a színpadtól, ő is visszavonult. 1881-ben még egy évadra szerződést vállalt. Az egykori kritika dicséri szép hangját, ízléses előadását. Halálát sorvadás, aszkór okozta.

## Fontosabb szerepei
- Euridiké (Offenbach: Orpheus az alvilágban)
- Elvira (Verdi: Hernani)
- Leonora (Verdi: A trubadúr)
- Gilda (Verdi: Rigoletto)
- Amina (Bellini: Az alvajáró)
- Norma (Bellini)

## Működési adatai
1861–62: Kolozsvár; 1862–63: Debrecen; 1863: Prága, majd Kolozsvár; 1864–65: Kassa; 1865–66: Szabó József és Philippovics István; 1867–72: Kolozsvár; 1872–73: Debrecen; 1873–75: Kolozsvár; 1875–76: Debrecen; 1876–77: Pozsony (német színház); 1877–78: Kolozsvár; 1878: Pozsony; 1881–82: Pécs.